# Bompengeselskap Nord
Bompengeselskap Nord AS är en norsk vägtullsoperatör som ägs av Nordland och Troms og Finnmark fylkeskommuner. Företaget bildades 17 augusti 2016 och har huvudkontor i Narvik. Alla vägtullar i Norge har en vägtullsoperatör som ansvarar för finansieringen av vägprojektet. Rätten att kräva betalning av vägtullar beviljas när ett vägtullsavtal ingås med Statens vegvesen.
Bompengeselskap Nord är en av de regionala vägtullsoperatörerna som har etablerats till följd av Regeringen Solbergs vägtullsreform. Regeringen signerade vägtullsavtal med företaget den 10 oktober 2018. Vägtullsreformen har fyra delar - minskning av antal vägtullsoperatörer, att skilja utställar-/betalningsförmedlingsrollen från vägtullsoperatörerna, ett räntekompensationssystem för lån till vägtullsprojekt och en förenkling av avgiftsklass och rabattsystemet.
Alla Bompengeselskap Nords betalstationer är numer anpassade för automatisk betalning, och man använder ett system som går under namnet AutoPASS där man har en transponder i bilen. Innehavare av giltig AutoPASS eller annan Easygo-transponder (till exempel Brobizz) kan använda den för automatisk betalning i Autopass betalstationer genom Easygo-samarbetet.

## Projekt
Företagets vägtullsprojekt kommer vara egna aktiebolag som ägs av företaget.

### Projekt i regionen
- BPS Nord - Nordland Bompengeselskap AS
- BPS Nord - Troms Bompengeselskap AS
- BPS Nord - Helgeland Veiutvikling AS
- BPS Nord - Veipakke Salten AS
- BPS Nord - Hålogalandsbrua AS
- Ryaforbindelsen AS